# Кирюшкин, Алексей Петрович
Алексей Петрович Кирюшкин (28 февраля 1908, Деревенское, Рязанская губерния — 10 марта 1977, Рязань) — командир расчета 82-мм миномета 415-го стрелкового полка, старшина — на момент представления к награждению орденом Славы 1-й степени.

## Биография
Родился 28 февраля 1908 года в селе Деревенское, ныне в Спасском районе (Рязанская область), в крестьянской семье. Окончил 6 классов. В 1927—1929 годах работал на лесопильном заводе в городе Архангельске сплавщиком. С 1931 по 1937 годы жил в городе Ленинграде, работал на строительстве дорог.
В апреле 1941 года был призван в Красную Армию Выборгским райвоенкоматом города Ленинграда. Службу проходил на территории Эстонии. С началом Великой Отечественной войны на фронте. До 1942 года служил пулемётчиком, с 1943 года — миномётчиком. Член ВКП/КПСС с октября 1942 года. Воевал на Калининском, 2-м Прибалтийском, 1-м и 2-м Белорусских фронтах.
К началу 1944 года в составе 415-го стрелкового полка 1-й стрелковой дивизии, считался лучшим командиром миномётного расчёта. В январе 1944 года старший сержант Кирюшкин получил первую боевую награду — медаль «За отвагу». За то что, во время боев в районе белорусской деревни Неделькино в период со 2 по 5 января 1944 года со своим расчётом разбил обоз противника, уничтожил 2 огневые точки и до 15 противников.
Участник Люблин-Брестской операции, в ходе которой советские войска вышли к границе СССР с Польшей, продолжив наступление на варшавском направлении. 30 июля 1944 года в бою за населенный пункт Киевец старший сержант Кирюшкин вместе с расчётом вёл прицельный огонь по вражеским огневым точкам. Уничтожил пулемёт с расчётом, около 15 противников, чем содействовал продвижению стрелковых подразделений.
Приказом по частям 1-й стрелковой дивизии от 1 августа 1944 года старший сержант Кирюшкин Алексей Петрович награждён орденом Славы 3-й степени.
В следующих боях, при отражении контратак противника, пытавшегося вырваться из окружения, расчёт старшего сержанта Кирюшкина уничтожил 5 автомашин с боеприпасами и другими грузами, артиллерийское орудие, 2 станковых пулемета и до 50 солдат и офицеров врага. Был представлен к награждению орденом Славы 2-й степени, награждён орденом Отечественной войны 2-й степени.
В дальнейшем в составе своей дивизии участвовал в боях Восточно-Прусской, Восточно-Померанской и Берлинской операциях. 14-16 января 1945 года при прорыве сильно укреплённой обороны противника на реке Нарев и при отражении контратак врага старший сержант Кирюшкин, командуя расчётом уничтожил до 30 гитлеровцев, рассеял до роты пехоты, разбил две повозки с военными грузами. За эти бои был представлен к награждению орденом Отечественной войны 1-й степени, награждён орденом Красной Звезды.
13-17 февраля 1945 года в ожесточённых боях в районе города Тухель расчет старшины Кирюшкина уничтожил 4 огневые точки, подавил, совместно с другими расчётами, огонь миномётной батареи, истребил до 25 противников. При отражении нескольких контратак старшина Кирюшкин вывел свой расчет в расположение стрелковых рот и лично корректировал огонь.
Приказом по войскам 70-й армии от 12 апреля 1945 года старшина Кирюшкин Алексей Петрович награждён орденом Славы 2-й степени.
26 апреля 1945 года расчет старшины Кирюшкина обеспечивал переправу через болото урочища Рандов-Брух для создание плацдарма на западном берегу болота, огнём поддерживал стрелковые роты в бою за шоссе Берлин-Щецин в 20 км юго-восточнее населённого пункта Пренцлау. Миномётчики подавили 3 огневые точки противника, а при отражении контратаки истребили до 30 противников. В результате боя были не только удержаны занятые позиции но и созданы условия для дальнейшего успешного наступления. Уже после окончания боёв старшина Кирюшкин был представлен к награждению орденом Славы 1-й степени.
Указом Президиума Верховного Совета СССР от 29 июня 1945 года за исключительное мужество, отвагу и бесстрашие, проявленные в боях с вражескими захватчиками старшина Кирюшкин Алексей Петрович награждён орденом Славы 1-й степени. Стал полным кавалером ордена Славы.
В октябре 1945 году был демобилизован. Вернулся на родину. В течение двух лет работал председателем колхоза «Дружба» в родном селе. После продолжительной болезни в течение четырёх лет работал дорожным мастером в селе Ижевском Спасского района. В 1950-е годы, в период укрупнения колхозов, был направлен райкомом партии в колхоз им. В. И. Ленина, где организовал кормовую бригаду, которую возглавлял в течение трёх лет, затем работал заместителем председателя колхоза. В 1958 году из-за тяжёлой болезни перешёл в тракторную бригаду на должность кладовщика и учётчика, в которой проработал около десяти лет.
В 1968 году вышел на пенсию и переехал в город Рязань. Работал в школе-интернате. Умер 10 марта 1977 года. Похоронен на Новогражданском кладбище города Рязани.
Награждён орденами Отечественной войны 2-й степени, Красной Звезды, Славы 1-й, 2-й 3-й степеней, медалями, в том числе медалью «За отвагу».
В июне 2007 году портрет Алексея Петровича Кирюшкина пополнил аллею Славы в городе Спасск-Рязанский. В июне 2008 года на доме № 39 по улице Островского в городе Рязани, где он жил, установлена мемориальная доска.